# Zeal Network
Die ZEAL Network SE (vormals Tipp24 SE) mit Sitz in Hamburg ist eine E-Commerce-Unternehmensgruppe, die online Lotterieprodukte anbietet. Marken der ZEAL-Gruppe sind unter anderem Lotto24 und Tipp24.

## Geschichte

### 1999 bis 2009
Tipp24 wurde im Jahr 1999 von Jens Schumann und Marc Peters gegründet und mit Risikokapital der Earlybird Venture Capital finanziert. Seit Anfang 2000 vermittelte das Unternehmen die Teilnahme an fast allen Glücksspielen der staatlichen Lotterien über das Internet. Ende 2001 wurde der Break even und im Jahr 2003 erstmals ein Transaktionsvolumen von mehr als 100 Mio. Euro erreicht. Ab 2004 wurden Kooperationen mit Portalen und Partnern wie gmx.de, MSN Yahoo oder web.de eingegangen. Am 12. Oktober 2005 erfolgte der Börsengang der Aktiengesellschaft. Die Vermittlungstätigkeit musste Tipp24 aufgrund des am 1. Januar 2008 in Kraft getretenen Glücksspiel-Staatsvertrages bis zur Klärung der Rechtslage vorübergehend zum 1. Januar 2009 einstellen. Tipp24 baute daraufhin sein Geschäft im europäischen Ausland aus.

### 2009 bis 2014
Von Januar 2009 (bis Oktober 2019) wurden über die Website www.tipp24.com, die von der Tipp24 Services Ltd. mit Sitz in England betrieben wurde, Spielaufträge an die ebenfalls in England beheimatete MyLotto24 Ltd. vermittelt, die dort eine eigenständige private Lotterie betrieb und zu diesem Zweck die offiziellen Gewinnzahlen und Quoten des Deutschen Lotto- und Toto-Blocks übernahm und so eine sogenannte Zweitlotterie, rechtlich eine Wette auf den Ausgang des deutschen Lotto, organisierte. Ende 2009 wurde die Aktiengesellschaft in eine Europäische Aktiengesellschaft (Societas Europaea, SE) umgewandelt.
Nach Inkrafttreten des ersten Glücksspieländerungsstaatsvertrags in Deutschland und einem eigenen, liberaleren Glücksspielgesetz in Schleswig-Holstein  (GlSpielG SH) wurde die Online-Vermittlungstätigkeit mit der Tochtergesellschaft Lotto24 AG (vorher Tipp24 Deutschland GmbH) im Januar 2012 wieder aufgenommen. Im Juli 2012 wurde die Lotto24 AG an die Börse gebracht und per Spin-off von der Tipp24 SE getrennt.
Am 28. Juni 2013 kündigte das Unternehmen an, seinen Sitz von Hamburg nach London zu verlegen. Lotto24 konzentrierte sich auf Deutschland, Tipp24 wollte sich auf die Märkte in Großbritannien, Spanien und den USA konzentrieren. Die Notierung an der Frankfurter Wertpapierbörse blieb erhalten. Mit der am 7. Februar 2014 erfolgten Eintragung in das englische Handelsregister wurde die Sitzverlegung abgeschlossen.

### Seit 2014
Zum Jahresende 2014 benannte sich Tipp24 um und firmiert seither unter ZEAL Network. Im Juni 2017 wurde die ZEAL Network SE wegen zu geringer Marktkapitalisierung aus dem SDAX-Index genommen, dem die Aktie seit 2009 angehörte. Allerdings konnte sie am 8. Mai 2020 in den Index zurückkehren. Aufgrund von regulatorischen Risiken in Deutschland für Zweitlotterien kündigte ZEAL im November 2018 die Übernahme der Lotto24 AG an, die im Mai 2019 abgeschlossen wurde. Im September 2019 erfolgte der Beschluss, den Unternehmenssitz von London wieder nach Hamburg zu verlegen. Ein wesentlicher Faktor dafür war der Wechsel des Geschäftsmodells: Das Zweitlotteriegeschäft wurde auf Grundlage der von Lotto24 gehaltenen Vermittlungserlaubnis in ein staatlich erlaubtes Online-Lotterievermittlungsgeschäft überführt, das Unternehmen wurde wieder Partner des Deutschen Lotto- und Totoblocks.
2022 erhielt ZEAL die bis 2029 geltende Folgeerlaubnis zur Lotterievermittlung in Deutschland für die Lotto24 AG. Im April 2023 erhielt ZEAL mit seiner Tochtergesellschaft Lotto24 die Erlaubnis zur Veranstaltung virtueller Automatenspiele im Internet. 2024 fand die erste „Traumhausverlosung“ statt, eine Soziallotterie, veranstaltet von der ZEAL-Tochter Dreamify gGmbH, deren Einnahmen zu 30 Prozent an ausgewählte gemeinnützige Organisationen wie beispielsweise die DKMS gehen.

## Unternehmen
Das Unternehmen wird von einem dreiköpfigen Vorstand geführt, dem Helmut Becker vorsitzt. Der Aufsichtsrat besteht aus fünf Mitgliedern, Vorsitzende ist Carola Gräfin von Schmettow. 236 Mitarbeiter zählten zum Jahresende 2024 zum Unternehmen. Standorte des Unternehmens finden sich in Hamburg, London und Madrid. ZEAL Network ist seit 2023 Mitglied der World Lottery Association, einer internationalen Organisation zur Förderung der Interessen der staatlich lizenzierten Lotterien und entsprechender Dienstleister. Seit April 2025 gehört das Unternehmen auch dem  Deutschen Online-Casinoverband (DOCV) an.
Am Markt tritt das Unternehmen mit seinen Marken Lotto24, Tipp24, ZEAL Iberia, ZEAL Instant Games, ZEAL Ventures, freiheit+ und Traumhausverlosung auf. Der Fokus von Lotto24 und Tipp24 liegt auf der Vermittlung von staatlich organisierten und eigenen Lotterien im Internet; Kernmarkt ist Deutschland. ZEAL Iberia ist Partner von ONCE, einer öffentlich-rechtlichen Blindenorganisation in Spanien, die auch für die von ihr organisierten Lotterien  bekannt ist. ZEAL Instant Games betätigt sich im Games-Geschäft, insbesondere mit Kooperationspartnern in den USA und in Südamerika. ZEAL Ventures dient der Investition in branchenspezifische Startups. freiheit+ und Traumhausverlosung sind eigene Soziallotterien in Deutschland.
Nach Eigenangaben hat das Unternehmen 2,1 Mio. Kunden (Stand: Dezember 2024). Das Transaktionsvolumen belief sich im Jahr 2024 auf 1,08 Mrd. Euro.